# Sérgio Daniel Sousa Silva
Sérgio Daniel Sousa Silva (Oliveira de Azeméis, 10 oktober 1996) - beter bekend onder de naam Serginho -  is een Portugees voetballer die doorgaans als rechtsbuiten of linksbuiten speelt. In 2015 maakte hij zijn debuut in het eerste elftal van União Oliveirense.

## Clubcarrière
Serginho begon met voetballen in zijn geboortestad bij União Oliveirense, dat uitkomt in de Segunda Liga, de tweede divisie van Portugal. Voor aanvang van het seizoen 2015/16 werd hij de bij de eerste selectie gehaald en op 9 december 2015 maakte hij zijn debuut. Serginho maakte in die wedstrijd meteen een doelpunt. In dat seizoen kwam hij uiteindelijk tot 24 wedstrijden en twee goals.
In juni 2016 was hij op proef bij N.E.C. en verdiende geen contract.

## Carrièrestatistieken
| Seizoen                     | Club              | Land            | Competitie      | Competitie | Competitie | Beker | Beker | Internationaal | Internationaal | Overig | Overig | Totaal | Totaal |
| Seizoen                     | Club              | Land            | Competitie      | Wed.       | Dlp.       | Wed.  | Dlp.  | Wed.           | Dlp.           | Wed.   | Dlp.   | Wed.   | Dlp.   |
| --------------------------- | ----------------- | --------------- | --------------- | ---------- | ---------- | ----- | ----- | -------------- | -------------- | ------ | ------ | ------ | ------ |
| 2015/16                     | União Oliveirense | Portugal        | Segunda Liga    | 24         | 2          | 0     | 0     | 0              | 0              | 0      | 0      | 24     | 0      |
| Carrière totaal             | Carrière totaal   | Carrière totaal | Carrière totaal | 24         | 2          | 0     | 0     | 0              | 0              | 0      | 0      | 24     | 0      |
| Bijgewerkt tot 25 juni 2016 |                   |                 |                 |            |            |       |       |                |                |        |        |        |        |